# 이회 선생 신도비
이회 선생 신도비(李懷 先生 神道碑)는 대한민국 경기도 파주시에 있는 조선시대의 이회(李懷) 선생의 신도비이다. 1984년 9월 12일 경기도의 유형문화재 제121호로 지정되었다.

## 개요
신도비는 임금이나 고관의 평생업적을 기록하여 그의 무덤 남동쪽에 세워두는 것으로, 이 비는 조선 전기의 문신인 이회(1488∼1552) 선생의 행적을 기록하고 있다.
이회 선생은 성종의 여덟 번째 아들로 아홉살 때인 연산군 2년(1496) 익양군으로 봉하여졌다. 그후 연산군의 잘못된 정치가 계속되자 문밖 출입을 하지 않다가 연산군 12년(1506) 중종반정에 가담하여 원종공신이 되었다. 종부시제조, 종친부유사 등의 벼슬을 지냈으며, 특히 충효덕행의 으뜸으로 명성이 높았다.
비각을 세워 보호하고 있는 비는 넓직하고 네모진 받침 위에 비몸과 머릿돌을 하나의 돌로 만들어 세워 놓았다. 비몸의 앞면 윗부분에 비명칭을 새기고, 그 아래와 뒷면에 비문을 새겼다. 머릿돌은 두 마리의 용을 대칭적으로 조각하였는데 용비늘과 구름 등의 묘사가 매우 섬세하다.
선조 20년(1587)에 세운 비로, 비문은 좌의정 김귀영이 짓고, 명필 한호가 글씨를 썼으며, 도승지 김응남이 비명칭을 썼다.

## 참고 자료
- 이회 선생 신도비 - 국가유산청 국가유산포털